# Віпасана
Віпасана (палі) або віпаш'яна (санскр. विपश्यन, vipaśyana IAST) перекладається як «медитація прозріння», «бачення як-є» або «вище бачення». Віпасаною називають один із напрямів розвитку людини за допомогою буддійської медитації і окремі методики такої медитації. Віпасаною в сучасній мові називають практику сатіпаттгани[джерело?].

## Віпасана в Палійському каноні
В суттах Палійського канону Будда і його учні вживають словосполучення «віпасана-бгавана», що означає «розвиток бачення-як-є». Ті, хто займаються таким розвитком, повинні прийти до усвідомлення мінливості (анічча), незадовільнення (дукха) і безособовості (анатта) явищ досвіду (дгарма). Така практика повинна привести до розототожнення з елементами досвіду і, таким чином, усунути передумову для появи психологічного, а потім і фізичного страждання. 
У суттах Будда пропонує кілька підходів до практики віпасани. Віпасана-бгавана в Палійському каноні — одне з двох основних напрямків розвитку медитації, — поряд з «саматга-бгавана», розвитком спокою, зібраності й зосередження.

## Віпасана в сучаснійТхераваді
У 19-му столітті в М'янмі буддійські ченці розробили ряд підходів до медитації на основі
Палійського канону, які здобули популярність під назвою «віпасана». На цей час «віпасаною» найчастіше називають методики медитації, викладалися
Махасі Саядо та Сатья Нараяном Гоєнка. В Індії, в Україні, в Казахстані та інших країнах великої популярності набули 10-денні курси Віпасани по Гоєнці, в той час, як в традиційно буддійських країнах — Таїланді, М'янмі та Шрі-Ланці частіше можна зустріти віпасану по Махасі Саядо. У країнах Західної Європи й Північної Америки представлені різні традиції, в яких навчають віпасані. Викладаючи віпасану, в традиції Гоєнка дистанціюються від релігійності в цілому, в тому числі від буддизму, — в той час, як інші вчителі розглядають віпасану як частина буддійської традиції. Навчання віпасани в буддійській традиції, як правило, безплатні. 

## Віпасана по Саямаджі
Цей варіант практики віпасани сходить до бірманського вчителя-мирянина У Ба Кхіна.[джерело?] У Східній Європі курси віпасани по Саямаджі проводяться в Україні. А так само є курси на Шрі-Ланці. Послідовниками Гоєнки, учня У Ба Кхіна, на пожертвування були відкриті десятки медитаційних центрів по всьому світу. Працює сайт з картою центрів і розкладом курсів по світу.

## Віпасана по Махасі Саядо
Медитація практикується однакову кількість часу сидячи й при ходьбі. Завдяки чергуванню руху і нерухомості цілодобова практика не приводить до особливої фізичної напруги, створюючи всі умови для роботи безпосередньо з усвідомленням. Саме розроблений суворий підхід до уважності відрізняє цей стиль.
Практикуючи віпасану по Махасі Саядо, медитуючий повинен пройти через шістнадцять «віпасана-няна», — розумінь щодо сприйманого і себе самого. Однак ряд сучасних вчителів, навчаючи цьому методу, не звертається до системи прогресу по «віпасана-няна».
Віпасану по Махасі Саядо викладають в багатьох медитаційних центрах і монастирях Таїланду, М'янми й Шрі-Ланки. В Україні, м. Очаків, в травні 2013 року пройшов перший курс під керівництвом тайських викладачів.[джерело?]

## Віпаш'яна в Махаяні та тибетському буддизмі
Санскритське слово «віпаш'яна» (vipaśyanā) було перекладено на тибетську мову як лхагтонг (lhag mthong) — «божественне, або вище, бачення».[джерело?] У різних традиціях тибетського буддизму навчають різним методикам віпаш'яни; як правило медитація віпаш'яна в тибетському буддизмі спрямована на пізнання сутнісної природи розуму. 
У махамудрі, віпаш'яна — медитація на пустотності — допомагає зрозуміти, що наше власне «я» не існує як щось реальне, воно позбавлене незалежного існування і не може служити позицією для спостерігання під час медитації.
Практика шаматхи (перебування, заспокоєння) служить для завершення когнітивних процесів грубого рівня. Однак, неактивні негативні емоційні стани, що визрівають в силу звичних схильностей, так і не були подолані. Тому по закінченні медитаційного ретриту, практикуючі помічають, що негативні емоційні стани продовжують виникати. Практика «проникливого бачення» покликана покласти край проявам негативних емоційних станів шляхом подолання «звичних схильностей», що є їх причиною.
Медитація проникливого бачення приймає в якості об'єкта сам розум. Цей метод медитації описується як «знання розуму» або «знання таємниці Розуму».